# Фомалхаут
Фомалхаут или алфа Јужне рибе (лат. α Piscis Austrini, α PsA) је најсјајнија звезда сазвежђа Јужна риба и једина звезда овог сазвежђа сјајнија од четврте магнитуде. Име ове звезде на арапском језику (Fum al Hut) значи „уста јужне рибе“.

## Физичке особине
Фомалхаут је бела звезда главног низа, спектралне класе A3-4 Va. Различити извори процењују масу Фомалхаута на 2,1 до 2,3 маса Сунца, пречник на 1,7 до 1,82 пречника Сунца и луминозност на 14 до 17,6 луминозности Сунца. Налази се на приближно 25 светлосних година од Сунца, што је приближно иста удаљеност као Вега. Брзина ротације на екватору износи око 102 km/s, тако да направи једну ротацију око своје осе за приближно један земаљски дан.
С обзиром на то да је масивнији и топлији од Сунца, Фомалхаут ће имати и краћи животни век — око милијарду година, свега десети део животног века Сунца.
На удаљености од једне светлосне године од Фомалхаута (неколико степени јужно, из земаљске перспективе) се налази звезда TW Piscis Austrini, која се креће заједно са Фомалхаутом кроз свемир и која је друга чланица Фомалхаутовог система.
Такође у 2013, потврђено је да црвени патуљак LP 876-10, на удаљености од око 2,5 светлосне године од Фомалхаута припада његовом систему као трећа чланица.

## Планетарни систем
Сателит за инфрацрвену астрономију (Infrared Astronomical Satellite, IRAS) је 1983. године открио постојање диска са протопланетарним материјалом око Фомалхаута. Радијус овог диска је огроман у поређењу са Сунчевим системом — износи око 32 милијарде километара.
Планета, названа Дагон, је откривена 2008. године, на снимцима свемирског телескопа Хабл. Према актуелним мерењима, период револуције Дагона је 2000 година, периапсис 7,36 милијарди километара, а апоапсис 43 милијарде километара.
Још увек нема довољно података да би се са сигурношћу могло рећи да ли Дагон орбитира у истој равни као и диск протопланетарног материјала. Осим тога, питање масе планете није решено — ако је једина планета у орбити, онда је масе око 3 масе Јупитера, а ако постоје и друге планете, онда је мање масе. Постојање других планета имплицирано је и врло ексцентричном орбитом Дагона — највероватније је пролаз близу неке друге планете довео до избацивања на садашњу орбиту.
Током децембра 2013 је потврђен још један диск прашине у Фомалхаутовом систему - око црвеног патуљка LP 876-10. Звездани системи са дисковима прашине око бар две чланице система су изузетно ретки.